# Mégenrage
Le mégenrage est l'action de désigner une personne par un genre qui ne correspond pas à son identité de genre. Il peut être volontaire ou accidentel.
Les formes les plus courantes sont l'utilisation de pronoms et d'accords qui ne sont pas ceux utilisés par la personne,, appeler une personne « madame » ou « monsieur » en contradiction avec son identité de genre, utiliser l'ancien prénom d'une personne trans (pratique appelée morinommage ou deadnaming), ou encore insister pour qu'une personne se conforme aux normes d'un genre qui n'est pas le sien (par exemple dans l'utilisation des toilettes,).

## Personnes trans
Les personnes trans subissent fréquemment le mégenrage avant leur transition, et même après pour beaucoup de ces personnes. Les personnes trans sont fréquemment mégenrées par des membres du corps médical,, par la police, les médias, ou leurs camarades. Ces expériences ont été décrites comme humiliantes, blessantes, cruelles, et rendant les vies des personnes trans plus difficiles. Elles font partie du spectre des violences transphobes.
Une étude concernant 129 jeunes trans, publiée en 2018 dans le Journal of Adolescent Health (en), a déterminé que « pour chaque contexte social où [les personnes étaient appelées par leur nom choisi], il y avait une baisse statistiquement significative des symptômes dépressifs, des idées et des comportements suicidaires » chez les personnes trans. Aucune causalité ne peut néanmoins être déduite de cette corrélation, et l'échantillon reste faible, mais même avec ces limites l'étude montre qu'il s'agit d'un important problème. Mégenrer volontairement une personne trans est considéré comme extrêmement agressif par des personnes transgenres, constitue une violation du droit à la dignité selon la jurisprudence ontarienne, et est discriminatoire selon le tribunal des droits de la personne de Colombie-Britannique,.
Des chercheurs suisses et québécois avancent également que le mégenrage est une des oppressions qui contribueraient à la suicidalité particulièrement élevée chez les jeunes trans,.
Pour les personnes non binaires, le mégenrage peut s'éviter par des techniques de langage épicène, comme l'utilisation du point médian (« élu·e »), de néologismes comme iel ou de formules neutres.
De la même façon qu’il n’est pas souhaitable d’utiliser le morinom, des guides de styles journalistiques et des groupes de défense des personnes LGBTQ+ recommandent d’utiliser les pronoms choisis par les personnes trans, même lorsqu’il est fait référence à des événements anciens les concernant, et même si ces événements sont plus anciens que la transition de la personne concernée,.
En France, l'association des journalistes lesbiennes, gays, bis, trans et intersexes, revendique le respect du « genre dans lequel la personne interviewée ou la personne dont on parle se définit ».

## Droit par pays

### Canada
Au Canada, l'identité ou l'expression de genre est l'un des motifs de discrimination prévus par les lois sur les droits de la personne des provinces (par ex. l'article 10 de la Charte des droits et libertés de la personne du Québec).
Le Tribunal des droits de la personne de la Colombie-Britannique a déjà condamné un employeur à payer un montant de 30 000 $ pour mégenrage. Dans une affaire distincte, ce même tribunal a aussi condamné le militant Bill Whatcott à payer 55 000 $ à Morgane Oger, car Whatcott avait traité une personnalité politique transgenre de « mâle biologique qui a changé de nom […] après avoir adopté un style de vie de travesti ».
Dans l'arrêt Cinq-Mars c. Maxi/Loblaws Roberval inc, la Cour du Québec a condamné un employeur à une amende de 1 000 dollars pour avoir tenu des propos discriminatoires sur l'identité de genre de son employée. L'employeuse avait qualifié son employée (dont le prénom est Danielle) de « jeune homme », puis avoir dit Danielle « Pour moi, t’es un gars, j’ai pas été voir dans tes culottes pour voir ce qu’il y avait dedans ». Le Tribunal a par ailleurs remarqué qu’en parlant de la demanderesse pendant son témoignage, que l’employeuse s’exprime presque tout le temps au « il » plutôt qu’au « elle ». Dans cette décision, la Cour du Québec décrit ainsi l'atteinte à la dignité : « Une atteinte au droit à la dignité se manifeste, entre autres, par le mépris et le manque de respect, et elle s’apprécie de façon objective, devant être évaluée dans le contexte précis qui est dénoncé pour atténuer le caractère abstrait du critère de la personne raisonnable ».

### France
La France n’a pas en 2025 de lois ni de jurisprudences spécifiques quant au mégenrage, malgré une tentative du député Raphaël Gérard en 2017 et 2019 pour faire entrer dans la loi l’obligation pour la communauté éducative de « respecter et faciliter l’usage du prénom et du pronom choisis par les élèves au regard de leur identité de genre ». Le suicide d'Avril en 2020, dont l'établissement scolaire avait refusé de la genrer au féminin, visibilise fortement le sujet,.
Le défenseur des droits dans sa décision-cadre de 2020 « recommande aux chefs d’établissement scolaire et d’enseignement supérieur de permettre aux mineurs et jeunes transgenres de se faire appeler par le prénom choisi , d’employer les pronoms correspondants […] ». Le Conseil de l’Europe en 2010 publie des recommandations parmi lesquelles celle du nécessaire soutien de la communauté éducative aux élèves pour vivre en accord avec leur identité de genre,.
Une plainte est déposée en 2023 à l’encontre de la féministe trans-exclusive Dora Moutot par Marie Cau (maire de Tilloy-lez-Marchiennes dans le Nord), le journaliste Hanneli Escurier et les associations LGBT+ Mousse et Stop Homophobie, pour « injures publiques envers une personne à raison de son identité de genre » et « provocation publique à la haine ou à la violence à l’égard d’un groupe », faisant suite entre autres à un usage volontaire de mauvais prénoms et pronoms.
En juin 2024, un restaurant McDonald's est condamné aux prud'hommes pour harcèlement moral caractérisé et discrimination liée à l'identité de genre, après avoir refusé d'employer le prénom féminin d'une employée trans et empêché d'autres employés d'utiliser ce prénom.